# Jerome Kass
Pour les articles homonymes, voir Kass.
Jerome Allan Kass (21 avril 1937 - 22 octobre 2015) était un scénariste et auteur américain. Il a écrit Queen of the Stardust Ballroom en 1975 et Ballroom en 1978, qui ont été nommés pour un Emmy et Tony, respectivement.

## Biographie
Kass est née à Chicago de Sidney Kass et Celia Gorman, et avait deux sœurs, Francine et Gail. La famille a déménagé dans le Bronx, où Kass est allé à l'école, fréquentant Stuyvesant High School avant d'obtenir son diplôme de l'Université de New York. Il est entré dans le programme d'études supérieures en anglais, puis transféré à l'Université Brandeis.
Il était marié à Artha Schwartz, avec qui il a eu deux enfants, Julie et Adam. Ils ont divorcé plus tard et Kass s'est marié Delia Ephron en 1982. Kass est décédé d'un cancer de la prostate à Manhattan le 22 octobre 2015.

## Filmographie
Scénariste
- 1971 : Young Marrieds at Play
- 1973 : Letters from Three Lovers
- 1973 : A Brand New Life
- 1975 : Queen of the Stardust Ballroom
- 1978 : Salle de bal
- 1979 : My Old Man
- 1983 : Le Retour de l'étalon noir
- 1983 : The Fighter (1983)
- 1984 : Scorned and Swindled
- 1985 : Evergreen (3 épisodes)
- 1989 : En route, les enfants !
- 1992 : Dernier souhait, Dernier soupire
- 1993 : The Only Way Out
- 1995 : Secrets